# Amegilla expleta
Amegilla expleta är en biart som först beskrevs av Joseph Vachal 1910.  Amegilla expleta ingår i släktet Amegilla och familjen långtungebin. Inga underarter finns listade i Catalogue of Life.